# Nimrod.
A Nimrod. a Green Day nevű amerikai punk rock együttes ötödik nagylemeze. 1997. október 14-én jelent meg, a Reprise Records kiadásában. Az album öt millió példányban kelt el világszerte.
Az album borítóján balra Frederick Banting, jobbra Charles Best található, arcuk egy-egy "nimrod." feliratú matrica mögé rejtve.

## Számok
Valamennyi dalt Billie Joe Armstrong írta.
1. "Nice Guys Finish Last" – 2:49
2. "Hitchin' a Ride" – 2:49
3. "The Grouch" – 2:12
4. "Redundant" – 3:17
5. "Scattered" – 3:02
6. "All the Time" – 2:10
7. "Worry Rock" – 2:27
8. "Platypus (I Hate You)" – 2:21
9. "Uptight" – 3:04
10. "Last Ride In" – 3:47
11. "Jinx" – 2:12
12. "Haushinka" – 3:25
13. "Walking Alone" – 2:45
14. "Reject" – 2:05
15. "Take Back" – 1:09
16. "King for a Day" – 3:13
17. "Good Riddance (Time of Your Life)" – 2:34
18. "Prosthetic Head" – 3:38

## Tagok
- Billie Joe Armstrong – ének, gitár és szájharmonika
- Mike Dirnt – basszusgitár, háttérének
- Tré Cool – dob

## Külső hivatkozások
- Az album dalszövegei a greendaynet.de honlapon

## Fordítás
- Ez a szócikk részben vagy egészben  a   Nimrod (album) című angol Wikipédia-szócikk fordításán alapul.  Az eredeti cikk szerkesztőit annak laptörténete sorolja fel. Ez a jelzés csupán a megfogalmazás eredetét és a szerzői jogokat jelzi, nem szolgál a cikkben szereplő információk forrásmegjelöléseként.